# Phil Cribb
Phil Cribb (1946) is een Britse botanicus die is gespecialiseerd in de orchideeënfamilie.
In 1968 behaalde hij zijn B.A. en zijn M.A. aan de University of Cambridge. In 1972 behaalde hij een Ph.D. aan de University of Birmingham.
Vanaf 1974 was Cribb verbonden aan de Royal Botanic Gardens, Kew. In 2006 trad hij terug als plaatsvervangend beheerder van het herbarium en als conservator en hoofd van de afdeling orchideeënfamilie (Orchidaceae) op het herbarium. Sindsdien is hij als honorair onderzoeksmedewerker aan het herbarium verbonden.
Cribb is gespecialiseerd in de orchideeënfamilie. De afgelopen 32 jaar heeft hij zich voornamelijk beziggehouden met de systematiek van orchideeën uit de Oude Wereld en dan met name die van orchideeën uit tropisch Afrika en Azië. Hij heeft zich speciaal geconcentreerd op geslachten die van belang zijn voor de sierteelt en die bescherming verdienen, waaronder Paphiopedilum, Cypripedium, Pleione, Cymbidium en Dendrobium. Ook heeft hij zich beziggehouden met de classificatie van de gehele orchideeënfamilie door middel van het project Genera Orchidacearum. Tevens heeft hij zich beziggehouden met floristiek in tropisch Afrika.
Cribb houdt zich ook bezig met florisiek in China en Madagaskar. Dit moet leiden tot de publicatie van een deel Orchidaceae van de Flora of China en de publicatie van de Field Guide to the Orchids of Madagascar.
Cribb is als redacteur betrokken bij meerdere wetenschappelijke tijdschriften met betrekking tot orchideeën waaronder Orchid Review, Die Orchidee, Indian Orchid Journal, Acta Phytotaxonomica Sinica, Orchid Research Newsletter en Orchid Conservation News. Van de laatste twee tijdschriften is hij de oprichter. Hij is de (mede)auteur van meerdere boeken en meer dan 400 artikelen in wetenschappelijke tijdschriften over orchideeën.
Cribb is voorzitter en medeoprichter van de Spelthorne Natural History Society, is lid van het Royal Horticultural Society's Orchid Committee en is bestuurslid van het Gilbert White Museum in Selborn. Tevens was hij tot 2006 voorzitter van de IUCN-SSC Orchid Specialist Group en is hij bestuurslid van Orchid Conservation International.
In 2004 kreeg het boek Slipper Orchids of Vietnam, waarvan Cribb een van de auteurs is, de Annual Literature Award van de Council on Botanical and Horticultural Libraries (CBHL). In 2006 kreeg Cribb de Veitch Memorial Medal van de Royal Horticultural Society voor zijn onderzoek aan orchideeën. In 2007 kreeg hij vanwege zijn verdiensten de Linnean Medal voor de botanie van de Linnean Society of London.

## Selectie van publicaties
- Genera Orchidacearum: Volume 1: General Introduction, Apostasioideae, Cypripedioideae (Genera Orchidacearum); onder redactie van Alec M. Pridgeon, Phillip J. Cribb, Mark W. Chase & Finn N. Rasmussen; Oxford University Press (1999); ISBN 0198505132
- Genera Orchidacearum: Volume 2: Orchidoideae (Part 1) (Genera Orchidacearum); onder redactie van Alec M. Pridgeon, Phillip J. Cribb, Mark W. Chase & Finn N. Rasmussen; Oxford University Press (2001); ISBN 0198507100
- Genera Orchidacearum: Volume 3: Orchidoideae (Part 2), Vanilloideae (Genera Orchidacearum); onder redactie van Alec M. Pridgeon, Phillip J. Cribb, Mark W. Chase & Finn N. Rasmussen; Oxford University Press (2003); ISBN 0198507119
- Genera Orchidacearum, Volume 4: Epidendroideae (Part 1); onder redactie van Alec M. Pridgeon, Phillip J. Cribb, Mark W. Chase & Finn N. Rasmussen; Oxford University Press (2005); ISBN 0198507127
- Slipper Orchids of Vietnam; Leonid Averyanov, Phillip Cribb, Phan Ke Loc & Nguyen Tien Hiep;
  - Royal Botanic Gardens, Kew (2003); ISBN 1842460471
  - Timber Press (2003); ISBN 0881925926
- Orchid Conservation; onder redactie van K. Dixon, S. Kell, R. Barrett & P. Cribb; Natural History Publications (2003); ISBN 9838120782
- The Orchids of Bhutan; N.R. Pearce & P.J. Cribb; Royal Botanic Garden Edinburgh (2002); ISBN 1872291198
- Field Guide to Ethiopian Orchids; S. Demissew, P. Cribb & F. Rasmussen; Royal Botanic Gardens, Kew (2004); ISBN 1842460714
- The Genus Paphiopedilum; Phillip Cribb; Royal Botanic Gardens, Kew (1998); ISBN 9838120235
- Orchids of Madagascar; Johan Hermans, Clare Hermans, Phillip Cribb & Jean Bosser; Royal Botanic Gardens, Kew (2007); ISBN 9781842461334
- The Genus Cymbidium; David Du Puy & Phillip Cribb; Royal Botanic Gardens, Kew (2007); ISBN 9781842461471
- The Genus Cypripedium; Phillip Cribb; Royal Botanic Gardens, Kew (1997); ISBN 0881924032
- The Genus Pleione; P. Cribb & I. Butterfield; Royal Botanic Gardens, Kew (1999); ISBN 1900347814
- Flower Paintings from the Apothecaries' Garden: Contemporary Botanical Illustrations from Chelsea Physic Garden; A. Brown, P. Cribb & G. Barlow; Antique Collectors Club (2005); ISBN 1851495037
- The Forgotten Orchids of Alexandre Brun; Phillip Cribb; First American Edition (1992). ISBN 0802115004